# Henri Cartan

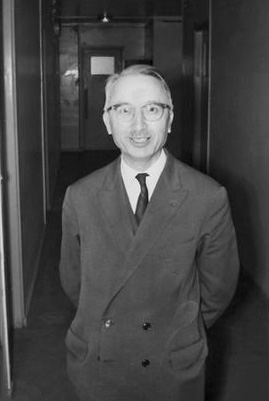
Henri Cartan 1968

Henri Paul Cartan (* 8. Juli 1904 in Nancy; † 13. August 2008 in Paris) war ein bedeutender französischer Mathematiker. Er war Gründungsmitglied des Autorenkollektivs Nicolas Bourbaki.

## Leben
Henri Cartan war der Sohn des Mathematikers Élie Cartan. Er studierte ab 1923 an der École normale supérieure und freundete sich dort mit André Weil an. 1928 wurde er bei Paul Montel mit einer Arbeit über Funktionentheorie promoviert (Sur les systèmes de fonctions holomorphes à variétés linéaires lacunaires et leurs applications). 1935 war er Gründungsmitglied der Bourbaki-Gruppe. 1931 bis 1939 lehrte er an der Universität Straßburg. 1940 wurde er zum Professor an der Sorbonne berufen, wo er, unterbrochen durch viele Auslandsaufenthalte in Deutschland und den USA, bis 1969 lehrte. Er sorgte gleich nach dem Krieg für die Wiederaufnahme der Beziehungen zu deutschen Mathematikern, insbesondere zur Funktionentheorie-Schule in Münster um Heinrich Behnke, mit dem er schon vor dem Krieg intensive Kontakte gehabt hatte. Bis 1975 war er an der Université de Paris-Sud in Orsay, wonach er in den Ruhestand ging. Sein Seminar in Paris war in den 1950er Jahren ein berühmtes Zentrum der Entwicklung der algebraischen Geometrie und komplexen Analysis.
1958 hielt er einen Plenarvortrag auf dem Internationalen Mathematikerkongress (ICM) in Edinburgh (Sur les fonctions de plusieurs variables complexes: les espaces analytiques) und ebenso 1950 auf dem ICM in Cambridge (Massachusetts) (Problèmes globaux dans la théorie des fonctions analytiques de plusieurs variables complexes). 1950 war er Präsident der Société Mathématique de France. Ebenfalls 1950 wurde er in die American Academy of Arts and Sciences gewählt, 1972 in die National Academy of Sciences. Seit 1965 war er korrespondierendes und ab 1974 Vollmitglied der Académie des sciences.
Zu seinen Doktoranden zählen Jean-Pierre Serre, Max Karoubi, Pierre Dolbeault, Adrien Douady, Jacques Deny, Pierre Cartier, Jean-Louis Koszul, Jean Cerf, Roger Godement, René Thom.

## Werk
Cartan leistete wesentliche Beiträge zur homologischen Algebra, algebraischen Topologie und der komplexen Analysis mehrerer Veränderlicher („Theoreme A und B“ über die Kohomologie kohärenter Garben auf steinschen Räumen, zusammen mit Jean-Pierre Serre).
Für seine wissenschaftlichen Erfolge wurde er 1980 mit dem Wolf-Preis ausgezeichnet. Er war Mitglied zahlreicher wissenschaftlicher Akademien und erhielt zahlreiche Ehrendoktorwürden. 1959 wurde er Ehrenmitglied der London Mathematical Society und 1994 des DMV.

## Schriften
- Reinhold Remmert, Jean-Pierre Serre (Herausgeber) Henri Cartan: Oeuvres, 3 Bände, Springer Verlag 1979
- Sur les groupes de transformations analytiques, Paris, Hermann 1935
- Sur les classes de fonctions définies par des inégalités portant sur leurs dérivées successives, Paris, Hermann 1940
- Cours de calcul différentiel, Paris, Hermann 1967, 1977
  - Deutsche Ausgabe: Differentialrechnung, Mannheim, Bibliographisches Institut 1974
- Elementary theory of analytic functions of one or several complex variables, Dover 1995
  - Französische Ausgabe Hermann 1961
  - Deutsche Ausgabe: Elementare Theorie der analytischen Funktionen einer oder mehrerer komplexen Veränderlichen, Mannheim, Bibliographisches Institut, BI Hochschultaschenbuch 1966
- Formes différentielles, Paris, Hermann 1970,
  - Englische Ausgabe: Differential Forms, Dover 2006
  - Deutsche Ausgabe: Differentialformen, Mannheim, Bibliographisches Institut 1974
- mit Samuel Eilenberg Homological Algebra, Princeton University Press 1956
- Nicolas Bourbaki und die heutige Mathematik, Köln, Westdeutscher Verlag 1959
- Michèle Audin (Herausgeber) Correspondance entre Henri Cartan et André Weil (1928–1991), Documents Mathématiques 6, Société Mathématique de France, 2011.
- Seminaire Henri Cartan 1948–1964, bei numdam